# Manning Galloway
Pour les articles homonymes, voir Galloway (homonymie).
Manning Galloway est un boxeur américain né le 27 avril 1960 à Colombus, Ohio.

## Carrière
Champion des États-Unis des poids welters en 1988, il remporte le titre vacant de champion du monde WBO de la catégorie le 15 décembre 1989 en battant aux points Veabro Boykin. Après sept défenses victorieuses, Galloway perd contre Gert Bo Jacobsen le 12 février 1993. Il met un terme à sa carrière en 2006 sur un bilan de 62 victoires, 19 défaites et 1 match nul.